# Ilberstedter Wippermühle
Die Ilberstedter Wippermühle ist eine ehemalige Wassermühle in Ilberstedt im Salzlandkreis (Sachsen Anhalt), die 1961 ihren Betrieb einstellte.

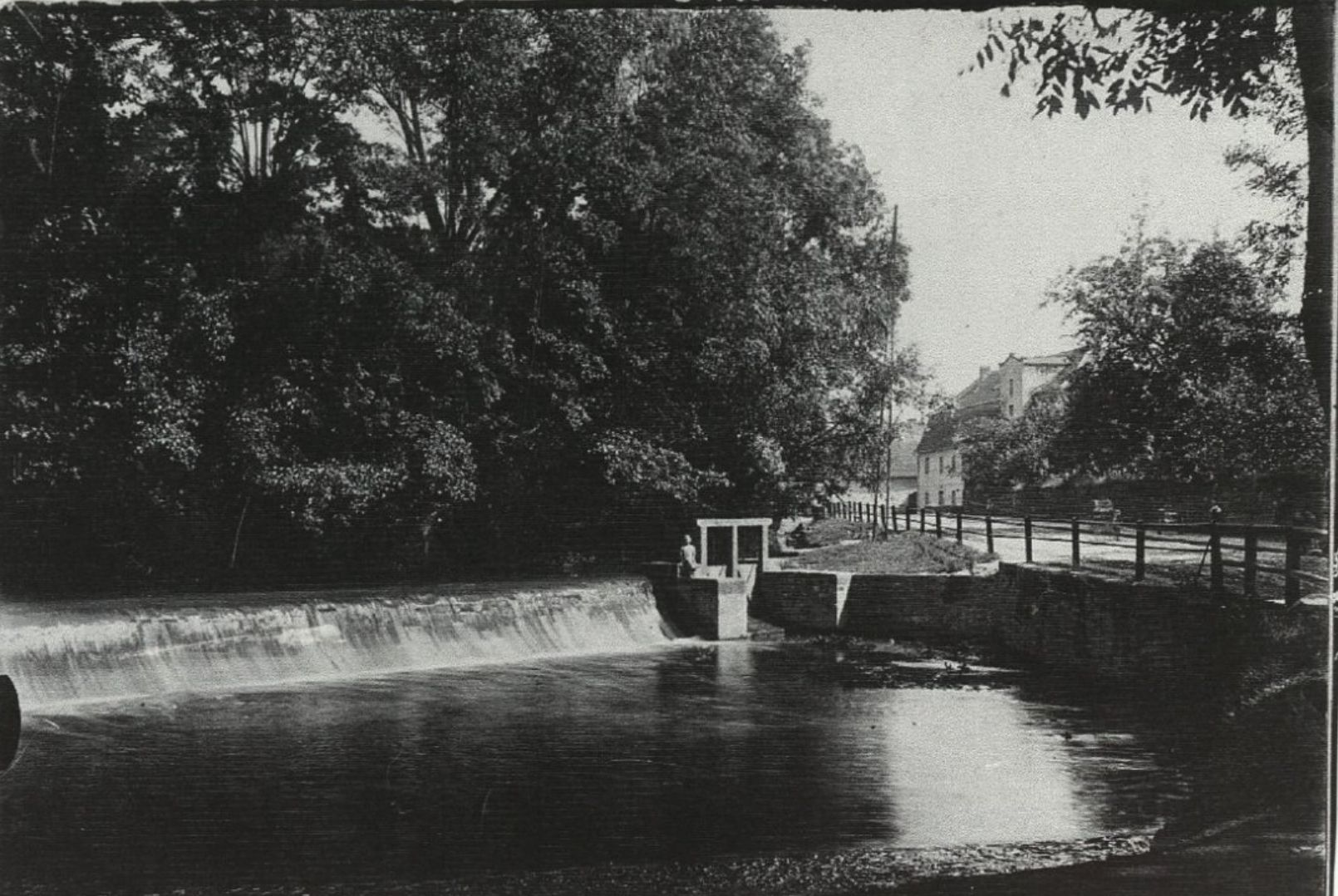
Das Wipperwehr, im Hintergrund die Wippermühle mit Wohnnhaus, 1930

## Geschichte
Die um 1500 erstmals urkundlich erwähnte Mühle wurde vom Wipperfluss, der aus dem Harzland kommend und sich zu einer mittleren Flussstärke über den Ort Ilberstedt in die Saale bei Bernburg ergießt.
Die Ilsenburger Urkunden geben ein erstes Zeugnis der Geschichte der llberstedter Wassermühle mit sogenannten „Zweien Gängen“ und war ein Lehen des Ilsenburger Klosters an die Ritter Legathe, welche zu der Zeit die größten Besetzungen aufwiesen. Um 1600 gingen die Besitzungen an die ansässigen Biedersees über. Später werden auch die Krosigks als Lehensherren benannt. Auch wechselten Eigentümer oder Pächter der Mühle bis 1870 der Staat die Ilberstädter Wassermühle erwarb. 1875 richtete ein Grossbrand einen Totalschaden des Mühlentraktes an.

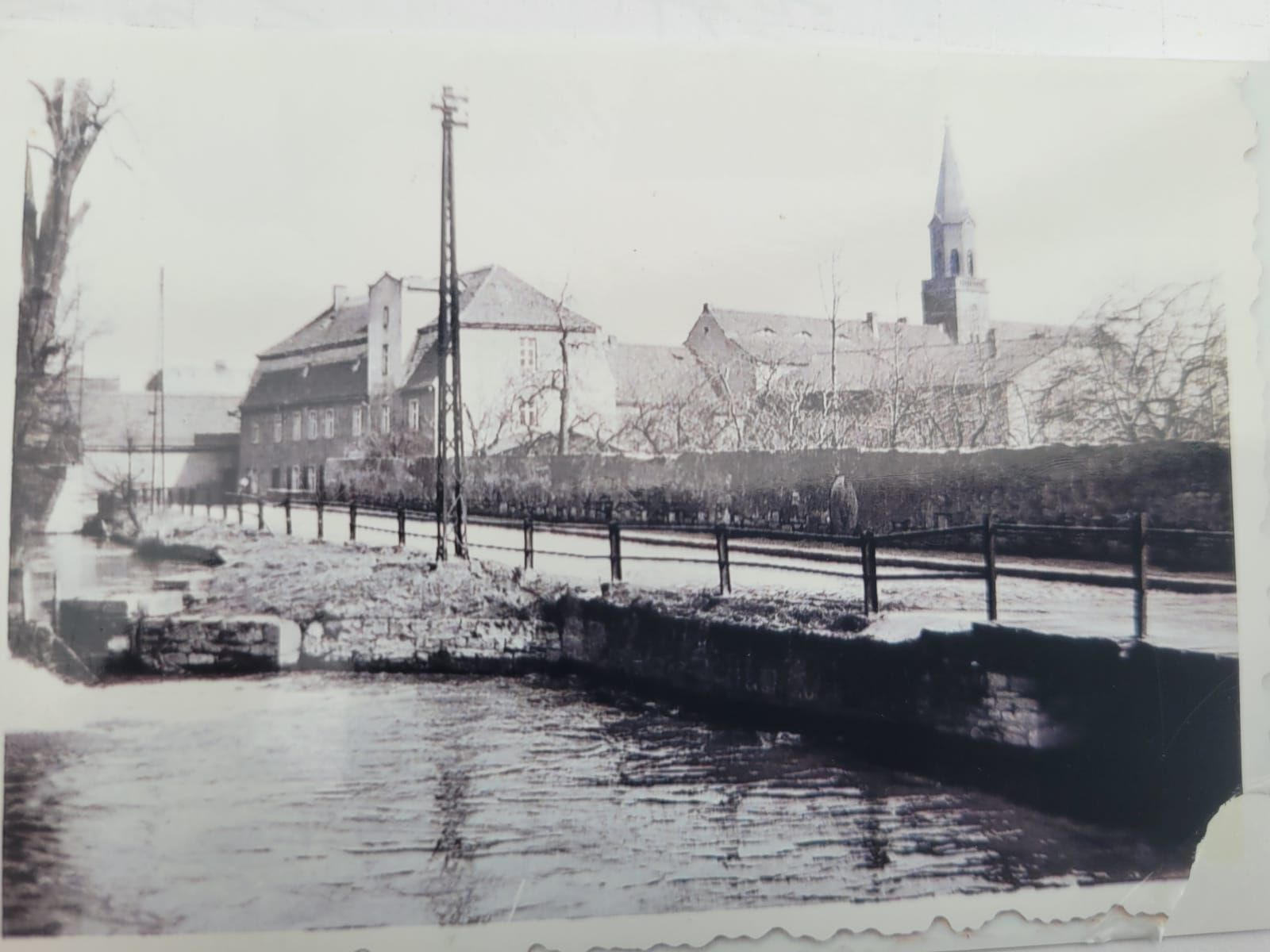
Das Mühlenobjekt mit Wohntrakt. Im Hintergrund das Gut von Biedersees und die Ilberstedter Kirche

Der Fiskus errichtete die Mühle nach neuestem technischen Erkenntnisstand mit eingebautem Fahrstuhl wieder, verpachtete diese und verkaufte sie schließlich im Jahr 1920 an die Familie Grolms, die den Mühlenbetrieb bis 1927 führten und schließlich über ein öffentliches Inserat zum Verkauf anboten.

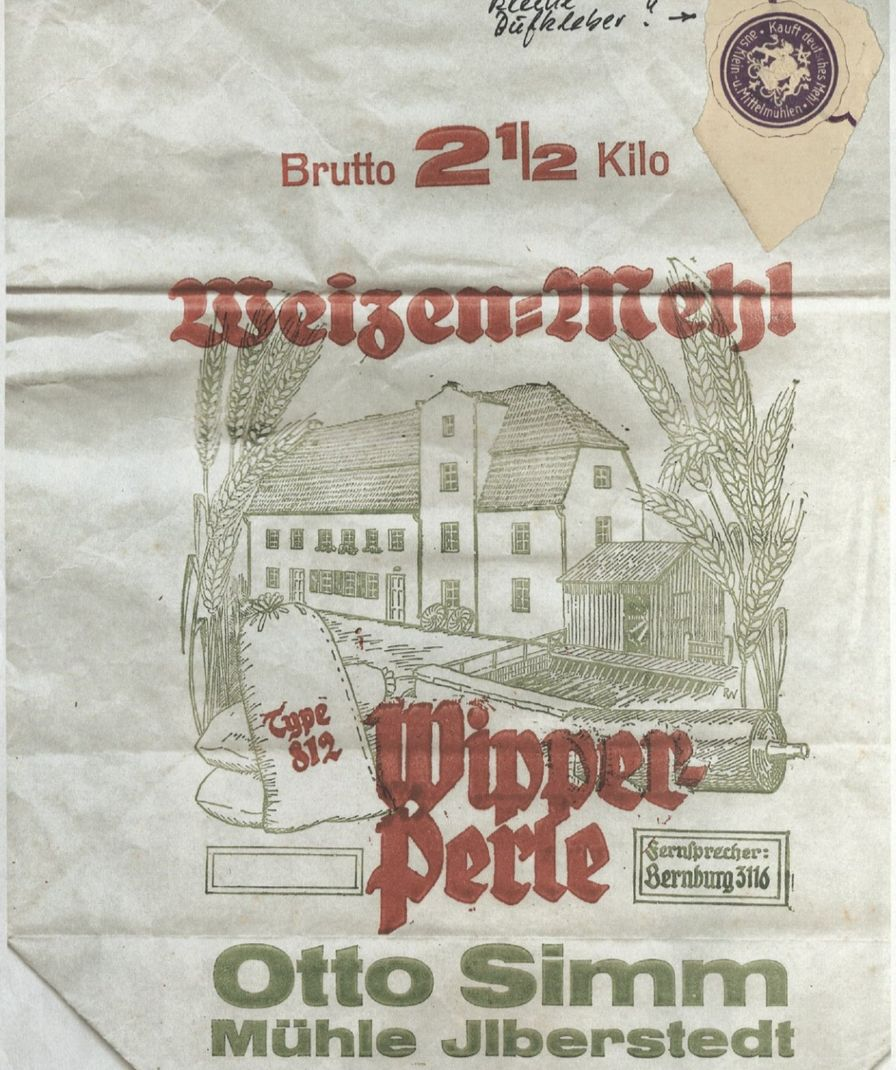
Kleinverkaufs-Mehltüte des Müllers Otto Simm

Das Mühlengrundstück erwarb im Jahr 1927 der Müller Gustav und sein Sohn Otto Simm, die ihrerseits ihre Bockwindmühle in Drosa verkauften. Ab 1931 ist der gesamte Grundbesitz an Otto Simm übergegangen. Durch eine immense Investitionsleistung modernisierte er die Mühle durch die Erhöhung der Wasserzufuhr, den Einbau eines starken Elektromotors sowie einer neuen Mahltechnik. Hierdurch gelang es die Tagesleistung bei bester Mehlqualität zu steigern und durch den Zukauf eines Lieferwagens seinen Kundenkreis auszuweiten.

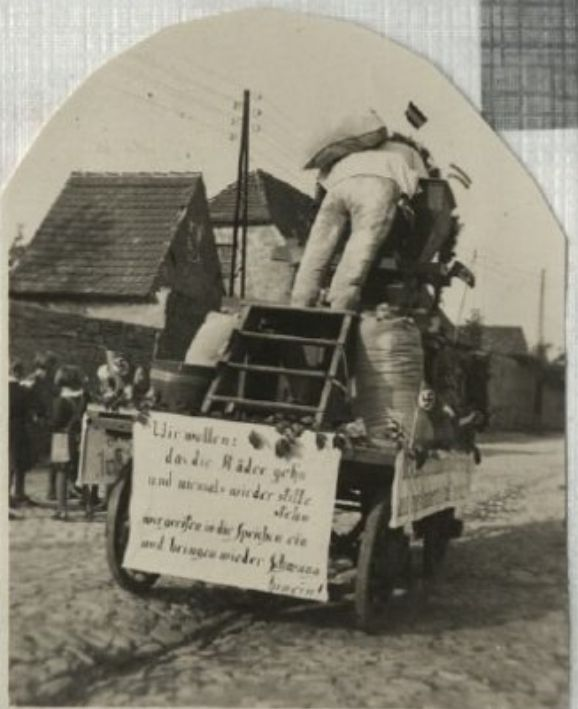
Der Müller-Umzugswagen während des Gewerbetages in Ilberstedt, 1935

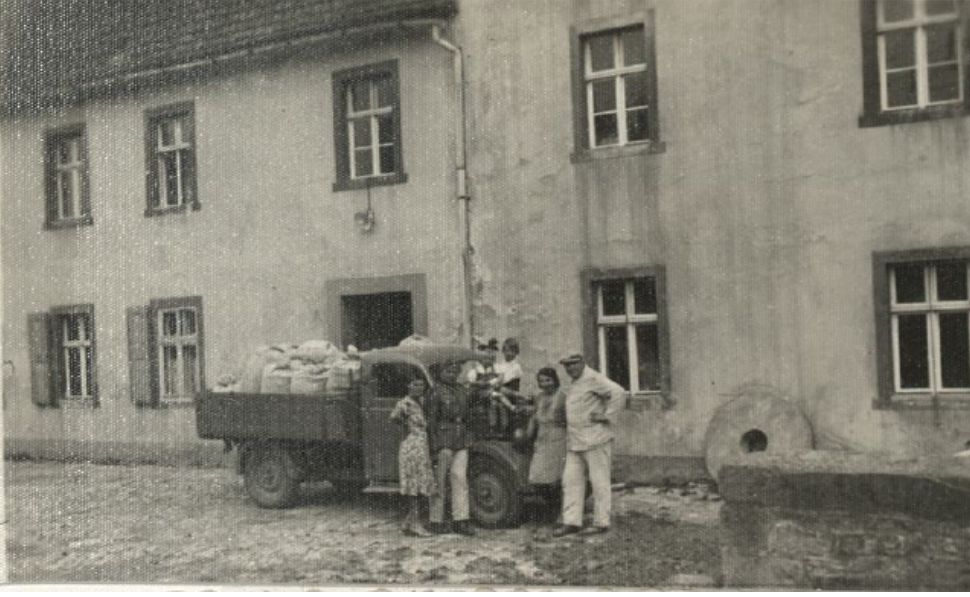
Das 2-Tonnen-Mehltransportauto und die Müllerfamilie vor dem Eingang der Mühle

Der Mühlenbetrieb wurde Anfang 1943 mit Einberufung des Müllermeisters Otto Simm in den Wehrdienst eingestellt und ruhte bis zum Frühjahr 1945. Auf Befehl der sowjetischen Militäradministration wurde der Mühlenbetrieb in Verantwortung seiner Ehefrau wieder aufgenommen. Der Müllermeister Otto Simm verstarb in serbischer Gefangenschaft Ende 1945. Von 1948 bis 1957 wurde die Mühle verpachtet. Danach übernahm der Sohn Ernst-Otto Simm den Mühlebetrieb als Müllergeselle. Die politischen Verhältnisse mit der Kollektivierung der Landwirtschaft machten eine weitere Existenz des Mühlenbetriebs zunichte. Im Jahr 1961 wurde das Gewerbe abgemeldet.

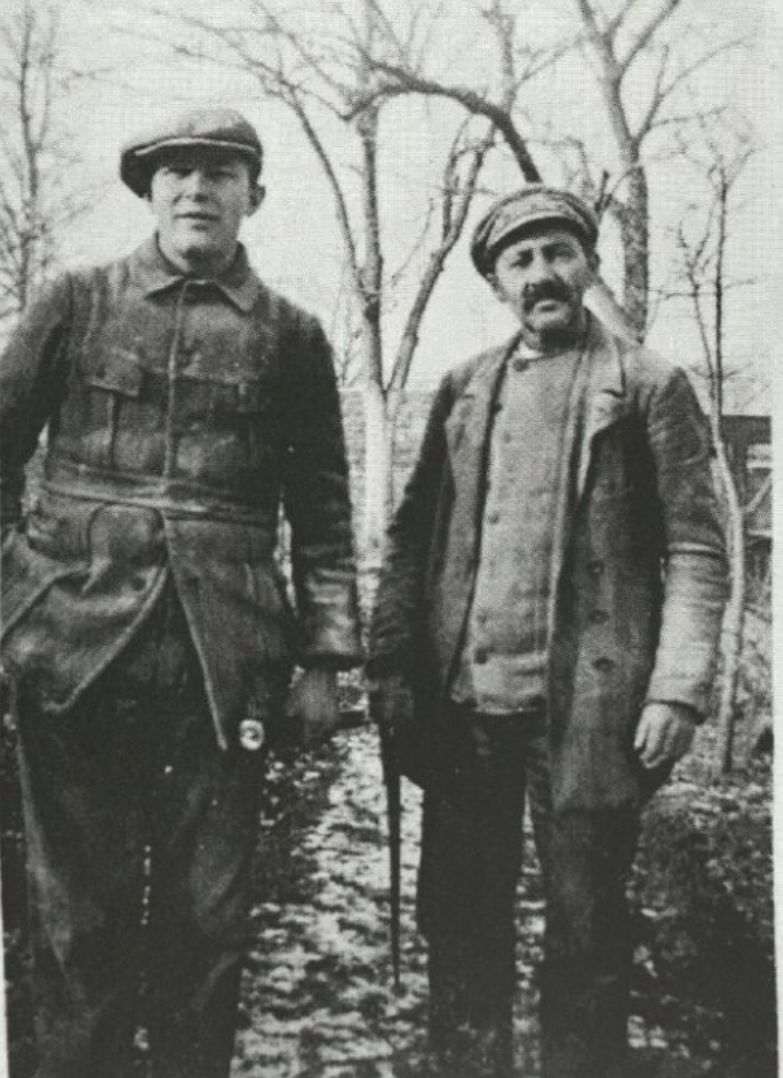
Müllermeister Gustav Simm (re) mit Sohn Müllermeister Otto Simm (li), 1927

Durch staatliche Bemühungen, den Wohnungsbau zu forcieren, konnte das Mühlenobjekt dem Land Sachsen-Anhalt 1962 für diese Zwecke angeboten werden. Die Gemeinde Ilberstedt erwarb das Eigentum und errichtete 1967/68 durch den Umbau 8 bezugsfertige Wohnungen, die gerne von der Bevölkerung angenommen wurden. In den Wendejahren 1989 bis 1995 zogen viele Familien aus, da die Wohnungsverhältnisse einer dringenden Modernisierung bedurften. Die privaten Investoren sind allerdings ausgeblieben, so dass das gesamte Anwesen seither leer steht und dem Verfall preisgegeben ist. Die Gemeinde Ilberstedt vermag das Objekt wegen zu hoher Belastung nicht zu übernehmen, um es einer zweckmäßigen Nutzung zuzuführen.

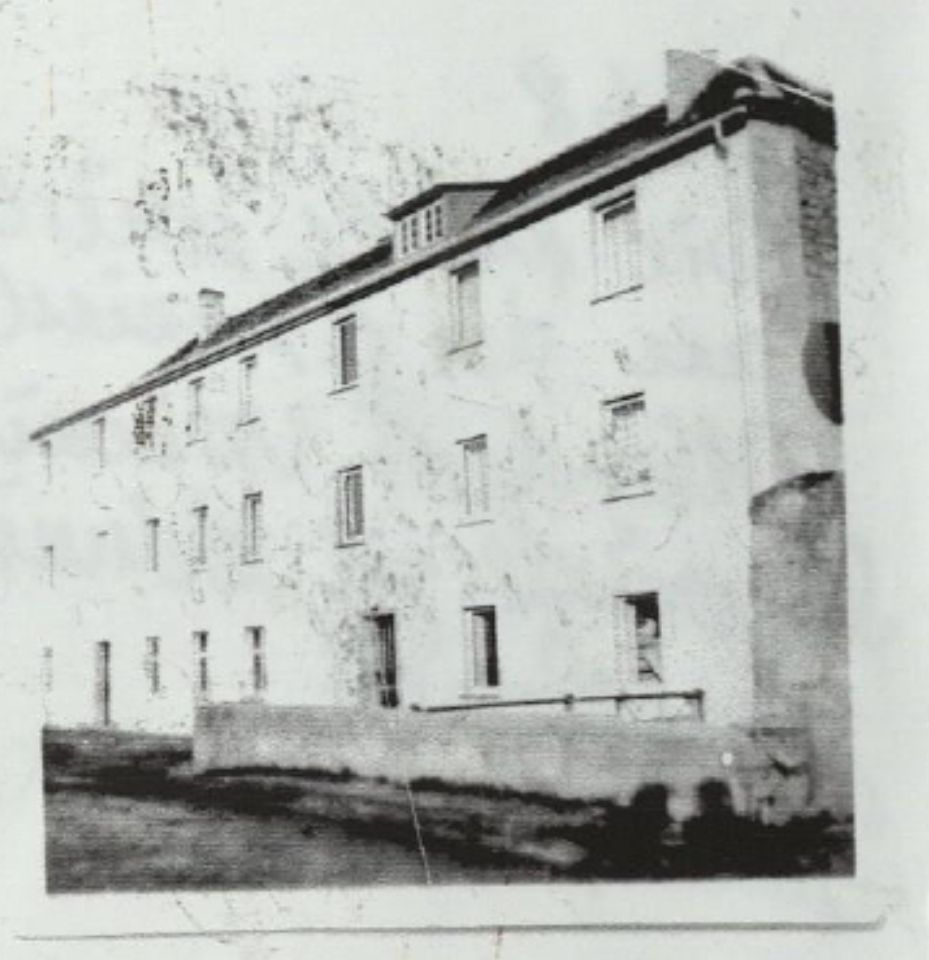
Umbau der ehemaligen stolzen Ilberstedter Wassermühle 1968 zu 8 Wohnungseinheiten

Durch die Umbauten wurde das Gebäude stark vereinfacht und ist heute nur noch ein dreigeschossiger Bau mit einfachem Walmdach, acht Fensterachsen und zwei Eingängen. 